# Збірна Богемії з хокею із шайбою
Збірна Богемії з хокею із шайбою — хокейна збірна, яка існувала з 1909 по 1914 рік. Національна хокейна збірна Богемського королівства, яке входило до складу Австро-Угорщини. Збірна брала участь у чотирьох чемпіонатах Європи її правонаступником стала збірна Чехословаччини.

## Історія
Збірна Богемії зіграла свою першу гру в 1909 році проти збірної Франції на Кубку Шамоні. Богемці програли збірним Бельгії, Англії та Швейцарії. Під час турніру збірна Богемії програла збірнії Англії 0:11, ця поразка стала найбільшою в історії збірної. Наступного року збірна Богемії дебютувала на чемпіонаті Європи. Вони виграли усі три матчі чемпіонату та стали чемпіонами Європи. Під час турніру богемці здобули найбільшу перемогу у своїй історії перемігши швейцарців 13:0.
У третьому чемпіонаті Європи богемська збірна, яку презентував клуб ХК «Славія» (Прага), знову здобула золоті медалі, однак турнір був скасований через те, що Австрія не була членом LIHG на момент змагань. На чемпіонаті Європи 1913 року Богемія посіла друге місце після збірної Бельгії, яка виграла чемпіонський титул. У чемпіонаті 1914 року Богемія змагалась у останньому для себе як збірної чемпіонаті Європи. Збірна була представлена командою ХК «Славія» (Прага) та здобула свій третій титул чемпіонів Європи за чотири роки виграв обидва матчі чемпіонату.
Після цього чемпіонату та внаслідок Першої світової війни збірна Богемії була розпущена, її замінила збірна Чехословаччини, яка представляла нову країну Першу Чехословацьку Республіку.

## Досягнення
- Кубок Шамоні 1909; Шамоні, Франція. 4 місце.
- 1911; Берлін, Німецька імперія. Золоті медалі
- 1912; Прага, Австро-Угорщина. Золоті медалі[3]
- 1913; Мюнхен, Німецька імперія. Срібні медалі
- 1914; Берлін, Німецька імперія. Золоті медалі

## Статистика зустрічей на міжнародній арені
Джерело
| Команда   | І | В | Н | П | Ш       |
| --------- | - | - | - | - | ------- |
| Австрія   | 2 | 2 | 0 | 0 | 12 : 0  |
| Бельгія   | 4 | 2 | 1 | 1 | 17 : 10 |
| Англія    | 1 | 0 | 0 | 1 | 0 : 11  |
| Франція   | 1 | 0 | 0 | 1 | 1 : 8   |
| Німеччина | 5 | 3 | 1 | 1 | 14 : 9  |
| Швейцарія | 2 | 1 | 0 | 1 | 15 : 8  |